# Чапліївська сільська рада
Чаплі́ївська сільська́ ра́да — колишній орган місцевого самоврядування в Шосткинському районі Сумської області. Адміністративний центр — село Чапліївка.

## Загальні відомості
- Населення ради: 1 965 осіб (станом на 2001 рік)

## Населені пункти
Сільській раді підпорядковані населені пункти:
- с. Чапліївка
- с. Лушники

## Склад ради
Рада складається з 16 депутатів та голови.
- Голова ради: Єрмоленко Сергій Петрович
- Секретар ради: Жирна Любов Василівна

### Керівний склад попередніх скликань
| Прізвище, ім'я, по батькові | Основні відомості                                                                      | Дата обрання | Дата звільнення |
| --------------------------- | -------------------------------------------------------------------------------------- | ------------ | --------------- |
| Якимович Василь Васильович  | Сільський голова, 1960 року народження, безпартійний                                   | 26.03.2006   | 31.08.2009      |
| Єрмоленко Сергій Петрович   | Сільський голова, 1966 року народження, освіта вища, член Комуністичної партії України | 20.06.2010   | 31.10.2010      |
| Єрмоленко Сергій Петрович   | Сільський голова, 1966 року народження, освіта вища, член Комуністичної партії України | 31.10.2010   |                 |

Примітка: таблиця складена за даними сайту Верховної Ради України

## Населення
Згідно з переписом УРСР 1989 року чисельність наявного населення сільської ради становила 3074 особи, з яких 1346 чоловіків та 1728 жінок.
За переписом населення України 2001 року в сільській раді мешкало 1957 осіб.

### Мова
Розподіл населення за рідною мовою за даними перепису 2001 року:
| Мова       | Відсоток |
| ---------- | -------- |
| українська | 98,22 %  |
| російська  | 1,73 %   |